# 张仁愿
张仁愿（7世纪？—714年），华州下邽县（今陕西省渭南市临渭区）人，本名仁亶，后为避唐睿宗讳，改为张仁愿，名将、宰相，武则天在位时曾任殿中侍御史、检校幽州都督，唐中宗时期任朔方军总管等职，拜同中书门下三品，封韩国公。“将军天上封侯印，御史台上异姓王”的典故正来源于此。

## 生平
张仁愿少有文武之才。武则天时期任殿中侍御史、检校幽州都督。当时，东北营州的东突厥逐渐强盛，尤其是长寿三年（694年）默啜自立可汗之后，便成为威胁唐朝北疆的大患。突厥常常入寇骚扰，攻城略地，使边疆百姓几无宁日，无法正常生活生产。武周圣历元年（698年），突厥默啜率兵攻打妫、檀等州，扬言欲取河北，进陷定州、赵州。朝廷派狄仁杰知帅事击突厥，默啜仍掠大量财物北归。路过幽州时，张仁愿率兵截击，与默啜大战。仁愿身先士卒骁勇无比，厮杀时手上中箭，血流不止，他仍毫不退却，坚持指挥，突厥大败。神龙二年（706年）十月初九，调回京城，任左屯卫大将军，兼检校洛州（今河南洛阳东北）长史，一时“远近震慴，无敢犯者。”时人都说：“洛州有前贾（贾敦颐）后张，可敌京兆三王。”
唐中宗神龙二年（706年）十二月，默啜入寇鸣沙（黄河青铜峡南），进掠原州、会州等地，夺走牧马余匹，情况十分危急。707年，中宗命张仁愿为朔方军总管，统帅大军御敌。仁愿临危受命，跟踪默啜掩杀，大破突厥，夺回被掠去的牧马和财物。张仁愿击溃突厥后，立即部署北疆防务。中宗景龙二年（708年），张仁愿乘默啜悉率其众西击突骑施空虚之机，奏请朝廷夺取漠南并沿黄河北岸筑“受降城”，加强防御，首尾相应，断绝突厥南寇之路。当时人多认为把城筑于突厥地界，兴师动众，劳民伤财，最后还要被突厥夺走。张仁愿力排众议，陈明利害，经获中宗同意，他仅用两月时间，筑好三城。中城在拂云祠，这里是黄河北岸（今包头西南）原来突厥向南出兵，都要在拂云祠举行祷告仪式，然后点齐兵马，渡河南下。张仁愿正好把中受降城筑于他们誓师之地。东城建于今内蒙托克托。西城筑于五原西北。三城各相距四百余里，占据黄河北岸险要之地，遥相呼应，“据虏要冲，美水草，守边之利地。”构成一道坚强的防御屏障。仁愿又向北拓地三百余里，在牛头朝那山设置烽火台一千八百所。自此，挡住突厥南犯之路，“突厥不敢渡山畋牧，朔方无复寇掠。”唐朝减裁镇兵数万，每年节省军费数亿计。仁愿筑城一反常例，无壅城、曲敌、战格等城防御建筑，但人们仍然敬重张仁愿御敌于千里之外的英雄气概。张仁愿善于用人，号令严明，以功论赏罚，将士无不诚服。他戍边多年，为大唐北疆百姓带来和平和安乐，边疆人民爱戴他。开元二年（714年）年六月初十（7月25日），因病去世。张仁愿死后，人民在受降城立祠，对他表示深切的怀念。子金吾将军张之辅，孙张通儒、倉部郎中张通幽（后改名张知微）。